# Jūrei
Jūrei (japonsko 幽霊) so duhovi v japonskem okolju. Podobno kot drugod po svetu, so ostali na svetu zaradi različnih vzrokov. Taki vzroki so po navadi krivica, ki se jim je zgodila ob smrti ali dejstvo, da jih niso pokopali. Jūrei so lahko tudi duhovi samomorilcev, ki ne najdejo počitka.

## Lastnosti
Jūreiji se po navadi pojavijo med drugo uro ponoči in sončnim vzhodom ter strašijo in mučijo tiste, ki so jim v življenju delali krivico ali so krivi njihove smrti. Po tradiciji so predstavljeni kot ženske z dolgimi, črnimi lasmi v belem kimonu, ki je tradicionalno pogrebno oblačilo na Japonskem. Po navadi so upodobljeni brez nog, pogosto pa naj bi jih spremljala dva plamena, hi-no-tama, modre zelene ali škrlatne barve. Zlonamerne Jūreije naj bi pregnalo branje svetih šinoističnih molitev.
Jūrei naj bi tudi kaznovali sorodnike in potomce, ki niso poskrbeli za dostojen pogreb pokojnika in niso izvajali vseh obredov, ki bi jih po tradiciji morali (obredi tatari oz. tataru). Zato še danes sorodniki pogosto na pogrebne slovesnosti povabijo budistične menihe, ki bi pomirili pokojnika in mu preprečili obstanek na svetu kot Jūrei.